# Albatros L 76
L'Albatros L 76 Aeolus fu un aereo da ricognizione monomotore, biposto e biplano, sviluppato dall'azienda aeronautica tedesca Albatros Flugzeugwerke GmbH negli anni venti.
Destinato ufficialmente al mercato dell'aviazione civile, al pari di numerosi altri modelli sviluppati in Germania nel periodo, fu progettato per poter essere facilmente convertito all'uso militare, specificatamente come aereo da addestramento alla ricognizione, alla caccia e per la formazione dei mitraglieri. Il modello, risultato difficile da pilotare, non riuscì a ottenere commissioni di rilievo e il suo sviluppo venne sospeso in favore di nuovi modelli.

## Storia del progetto
Nei primi anni venti, al fine di aggirare le limitazioni all'aviazione militare e civile imposte alla Repubblica di Weimar dal Trattato di Versailles, venne iniziata una collaborazione con il costituendo governo dell'Unione Sovietica che prevedeva la realizzazione di stabilimenti nel loro territorio. Gli accordi in seguito, nel 1928, permisero al personale militare del Reichswehr di poter fondare una scuola di volo clandestina per la formazione dei propri piloti presso le strutture dell'aeroporto di Lipeck, dove si testavano anche i nuovi velivoli prodotti su richiesta del governo sovietico da assegnare ai reparti della propria aeronautica militare, la Voenno-vozdušnye sily (V-VS).
Questo permise al Reichswehrministerium, il ministero della difesa tedesco del periodo, di poter sviluppare segretamente i primi velivoli da combattimento emettendo a sua volta delle specifiche per la realizzazione dei modelli, costruiti illegalmente in territorio tedesco, che dovevano ricostituire la propria forza aerea. Un ulteriore passo venne compiuto dall'inizio del 1930, quando cessarono i corsi di formazione per piloti da ricognizione per istituire quelli per piloti da caccia costituendo la WIVUPAL (Wissenschaftliche Versuchs und Preussanstalt fuer Luftfahrzeuge) ed eliminando i vecchi modelli da ricognizione biposto per introdurre i nuovi caccia monoposto realizzati nel periodo.
Tra il 1928 ed il 1931 vennero provati circa una ventina di nuovi modelli realizzati dalla Arado Flugzeugwerke, gli SD H, SD III, SSD I, Ar 64 e Ar 65, dalla Junkers, il biposto K 47, dalla Dornier-Werke, il biposto Do 10, dalla Ernst Heinkel Flugzeugwerke, gli HD 37, HD 38, HD 45 e HD 46, e dalla Focke-Wulf con gli S 39 e A 40 da ricognizione.
In quest'ambito anche l'Albatros tentò di inserirsi nel mercato avviando nel corso del 1927 lo sviluppo di un nuovo modello, indicato dall'azienda come L 76 Aeolus, realizzato per ricoprire il ruolo di aereo da addestramento e ricognitore, proposto per un possibile uso militare in vista di una futura riorganizzazione in tal senso dell'aeronautica tedesca.
Il modello fu oggetto di una serie di prove di volo effettuate presso le strutture dell'Erprobungsstelle Rechlin, dipartimento deputato alla valutazione dei nuovi velivoli situato sulla riva sud-est del lago Müritz presso Rechlin. L'L 76 Werk.Nr. 10.106, versione "a" e registrato RR-32, il 27 luglio 1927 fu perso in un incidente causato dall'imprevista entrata in vite del velivolo che il pilota, Fritz Mühlhan, malgrado un'azione disperata non riuscì a richiamare prima dell'impatto con diversi alberi vicino a Rudow. L'incidente costò la vita a Mühlhan e al suo compagno di volo, Erich Wedeking, tecnico Telefunken. A questo seguirono numerosi incidenti mortali, tutti causati da un difficoltoso controllo in volo del velivolo, che costarono la vita, tra gli altri, a Emil Thuy, precipitato vicino a Smolensk l'11 giugno 1930, e a Paul Jeschonnek, precipitato nei pressi di Berlino il 13 giugno 1929. Di conseguenza l'azienda decise di avviare una profonda revisione del progetto al fine di ovviare ai problemi di stabilità dando origine all'Albatros L 77v.

## Tecnica
L'L 76 era un velivolo dall'aspetto, per l'epoca, convenzionale, un monomotore ad elica traente, biposto, biplano a carrello fisso.
La fusoliera, realizzata con struttura in tubi d'acciaio saldati e ricoperta in tessuto, era caratterizzata dalla presenza di due abitacoli separati, aperti e posizionati in tandem: l'anteriore destinato al pilota e il posteriore per l'osservatore con funzioni anche di mitragliere di coda. Posteriormente terminava in un impennaggio classico monoderiva, che abbinava l'elemento verticale di generose dimensioni a piani orizzontali separati a pianta romboidale.
La velatura era del tipo biplano-sesquiplana a scalamento positivo, con ali dalla struttura lignea ricoperta da pannelli in compensato, caratterizzata dal piano alare superiore, bilongherone, di dimensioni nettamente superiori dell'inferiore sia nella corda che nell'apertura alare. Il primo, collocato alto a parasole e l'unico dotato di alettoni e ipersostentatori sul bordo d'uscita, era collegato alla fusoliera da un castello tubolare centrale e a quello inferiore, collocato basso sulla fusoliera, leggermente scalato verso coda in modo da far coincidere il bordo d'uscita con il superiore, da una coppia, uno per lato, di montanti interalari "a N" fortemente inclinati.
Il carrello d'atterraggio era del tipo biciclo anteriore fisso, con struttura principale agganciata sotto la fusoliera dotata di ruote tra loro collegate da un assale rigido e dotato di elementi ammortizzanti, integrato posteriormente da un semplice pattino d'appoggio posizionato sotto la coda.
La propulsione era affidata ad un singolo motore aeronautico BMW VI, un 6 cilindri in linea raffreddato a liquido accreditato di 600 CV (441 kW), collocato sul naso del velivolo protetto da una cofanatura metallica, che trasmetteva il moto ad un'elica bipala. L'impianto di raffreddamento era caratterizzato dalla collocazione ventrale del radiatore mentre quello di scarico era sostanzialmente affidato ai singoli collettori che evacuavano i gas combusti ai lati della cofanatura.
L'armamento previsto, installato solo durante le prove in Unione Sovietica, era basato su due mitragliatrici calibro 7,92 mm, una in caccia, azionata dal pilota e sparante grazie ad un dispositivo di sincronizzazione attraverso il disco dell'elica, e la seconda montata su supporto brandeggiabile ad anello nell'abitacolo posteriore.

## Impiego operativo
L'L 76 venne utilizzato dalla Deutsche Versuchsanstalt für Luftfahrt (DVL), e, principalmente, dalla Deutsche Verkehrsfliegerschule (DVS), organizzazione paramilitare istituita come copertura per la formazione dei futuri piloti della Luftwaffe.
Alcuni esemplari furono testati presso l'aeroporto di Lipeck da parte dell'Unione Sovietica al fine di valutarne le caratteristiche per un possibile impiego con la Voenno-vozdušnye sily. La capacità del modello nel poter trasportare carichi relativamente grandi si prestava alla sperimentazione da parte dell'aeronautica militare in operazioni di guerra chimica. Equipaggiati con serbatoi simili a quelli utilizzati in ambito agricolo, iniziarono a essere testati dal 1926, irrorando una sostanza dalle caratteristiche analoghe a quelle dell'iprite in una serie di circa 40 sortite da diverse altitudini e confermando la piena capacità di impiegare agenti tossici anche dall'aviazione militare. Gli esperimenti continuarono per tutto il 1927 ma data la evidente difficoltà nel controllo del mezzo furono sospesi nel 1928.

## Utilizzatori

### Civili
Germania
- Deutsche Versuchsanstalt für Luftfahrt (DVL)
- Deutsche Verkehrsfliegerschule (DVS)

### Militari
Unione Sovietica
- Voenno-vozdušnye sily

operò con almeno due esemplari impegnati in prove di volo e di valutazione.